# 설씨부인 권선문
설씨부인 권선문(薛氏夫人 勸善文)은 대한민국 전북특별자치도 전주시, 국립전주박물관에 있는 조선시대의 서간류이다. 1981년 7월 15일 대한민국의 보물 제728호로 지정되었다.

## 개요
설씨부인 권선문(薛氏夫人 勸善文)은 조선 단종 때부터 성종 때까지 문신으로 활약한 신말주의 부인 설씨가 선(善)을 권장하는 내용을 담아 쓴 글과 그림이 있는 문서이다.
내용을 보면 설씨가 남편 신말주와 함께 전라북도 순창에 있을 때, 이 곳 강천산에 있는 강천사를 복원하기 위해 신도들에게 시주를 얻고자 권선문(勸善文)을 짓고 사찰도를 그려 돌려보게 했던 것이다. 전체 16폭 가운데 그 가운데 14폭은 권선문이고 나머지 2폭은 사찰의 채색도가 그려져 있으며, 뒷면에는 후손들의 집에 전해내려오던 편지글과 권선문이 쓰여져 있다. 또한 성화 18년(성종 13년 1482) 7월 정부인 설이라는 연대와 인장이 찍혀있다.
이 문첩은 조선시대 여성 문인이 쓴 필적으로는 가장 오래되었고, 사대부 집안의 정부인이 쓴 인과법에 의한 글이라는 점에서 높이 평가된다.

## 참고 자료
- 설씨부인 권선문 - 국가유산청 국가유산포털